# Jean Kennedy Smith

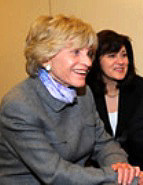
Jean Kennedy Smith (izquierda) junto a Vicki Kennedy

Jean Kennedy Smith, nacida Jean Ann Kennedy (Boston, 20 de febrero de 1928-Nueva York, 17 de junio de 2020), fue una diplomática estadounidense, activista, humanitaria y autora que se desempeñó como embajadora de los Estados Unidos en Irlanda de 1993 a 1998.
Era miembro de la familia Kennedy, la octava de nueve hijos y la hija menor de Joseph P. Kennedy y Rose Fitzgerald y fue su última hija sobreviviente y más longeva. Sus hermanos incluyeron al presidente John F. Kennedy, los senadores Robert F. Kennedy y Edward M. Kennedy, y la fundadora de las Olimpiadas Especiales Eunice Kennedy Shriver.
Como embajadora en Irlanda, Smith supuestamente fue instrumento en el proceso de paz de Irlanda del Norte como representante del presidente Bill Clinton en Dublín. Fue muy criticada después de instar al Departamento de Estado de los Estados Unidos a otorgar una visa al presidente de Sinn Féin, Gerry Adams, aunque su familia dijo que este paso influyó en el IRA Provisional en su declaración de alto el fuego en 1994. Sin embargo, Adams dijo que fue el presidente Clinton quien dirigió el proceso de paz de Irlanda del Norte y que durante el proceso, Smith contó con el consejo de un influyente sacerdote de Belfast. La presidenta de Irlanda Mary McAleese confirió la ciudadanía irlandesa honoraria a Smith en 1998 en reconocimiento de su servicio al país.
Smith fue la fundadora de Very Special Arts (VSA), una organización sin fines de lucro reconocida internacionalmente dedicada a crear una sociedad donde las personas con discapacidad puedan participar en las artes. En 2011, el presidente Barack Obama le otorgó la Medalla Presidencial de la Libertad, el más alto honor civil en los Estados Unidos, por su trabajo con VSA y con personas con discapacidades.

## Biografía
Nacida en Boston —algunos medios de comunicación europeos y estadounidenses indican que nació en Brookline, Massachusetts—.  Fue la octava hija de Joseph Patrick Kennedy y Rose Fitzgerald. Asistió a la Escuela del Sagrado Corazón (ahora Manhattan College), donde conoció a  Ethel Skakel, su futura cuñada al casarse con su hermano Robert Francis Kennedy en 1950 y Joan Bennett (quien se casó con el hermano menor de Jean,  Ted, en 1958).  Kennedy se graduó de Manhattanville en 1949. 
Se casó el 19 de mayo de 1956 con Stephen Edward Smith (1927-1990), un hombre de negocios que fue asesor político y jefe de campaña de John Kennedy en 1960, y de Robert Kennedy en 1968. La pareja se mudó a Nueva York y tuvo dos hijos: Stephen Edward Smith, Jr. (nacido en 1957) y William Kennedy Smith (nacido en 1960), y dos hijas adoptadas de origen vietnamita: Amanda (n. 1967) y Kym (nacido en 1972). Stephen Smith murió de cáncer de pulmón en 1990.
Jean y Stephen Smith estaban en Los Ángeles con Robert Kennedy cuando fue asesinado el 6 de junio de 1968.
En 1974, fundó el Very Special Arts Comité, una organización sin fines de lucro para la promoción de talentos artísticos de los niños mental o físicamente discapacitados.
En 1993 el entonces presidente de Estados Unidos, Bill Clinton, le ofreció el cargo de embajadora en Irlanda. Desempeñó un papel importante en las discusiones de paz en este país antes de su renuncia en 1998. Recibió la ciudadanía honoraria de Irlanda.
Jean Kennedy Smith era también miembro del consejo del John F. Kennedy Center for the Performing Arts.
Murió en su casa en Manhattan el 17 de junio de 2020, a los 92 años;no sobra decir, que ella era la última hermana viva del presidente Kennedy.